# Жмигрод
Жмѝгрод или Жмѝгруд (на полски: Żmigród; на немски: Trachenberg) е град в Югозападна Полша, Долносилезко войводство, Тшебнишки окръг. Административен център е на градско-селската Жмигродска община. Заема площ от 9,49 км2.

## Население
Според данни от полската Централна статистическа служба, към 31 декември 2014 г. населението на града възлиза на 6 487 души. Гъстотата е 684 души/км2.